# マルティン・アルマダ
マルティン・アルマダ（Martín Almada、1937年1月30日 - 2024年3月30日）は、パラグアイの作家、弁護士、人権活動家。アルト・パラグアイ県のプエルト・サストレ出身。
2024年3月30日にアスンシオンで87歳で死去した。彼は恐怖のアーカイブを発見したことで注目された。

## 生涯

### 幼少期と教育
マルティン・アルマダは幼少期に家族を支えるために通りで菓子を売らなければならなかった。彼は勉学に励み、1963年にアスンシオン国立大学を卒業した。彼は教師となり、同僚のセレスティナ・ペレスと結婚した。二人は一緒に、アスンシオン近郊のサン・ロレンソにフアン・バウティスタ・アルベルディ学院を設立した。
アルマダは労働組合活動に関与し、ブラジルの教育者パウロ・フレイレの「被抑圧者の教育学」に共感していた。彼は国立大学で法学を学び、1968年に弁護士の資格を取得。奨学金を得て、アルゼンチンのラプラタ国立大学に留学し、1974年に教育学の博士号を取得した。彼の博士論文「Paraguay: Educación y Dependencia」はパラグアイ警察の注意を引いた。1954年5月4日のクーデター以来、権力を握っていたアルフレド・ストロエスネルの軍事政権は、彼を「知的テロリスト」と見なした。

### 投獄
マルティン・アルマダは、ラテンアメリカの軍事政権による「コンドル作戦」の一環として1974年に逮捕された。彼は1か月間拷問を受け、「テジュルグディ」と呼ばれる金属製の先端が付いた鞭による拷問に苦しんだ。彼の妻であるセレスティナ・ペレス・デ・アルマダは、彼の収監中に33歳で心臓発作により死亡。看守たちは拷問中のアルマダの叫び声を彼の妻に聞かせるために電話をかけ、血まみれの衣服を送り、彼が死んだと偽って遺体を引き取りに来るように誘った。アルマダはエンボスカダ刑務所に送られ、3年間拘束された。彼は30日間のハンガーストライキを行い、アムネスティ・インターナショナルなどの非政府組織が彼の釈放を求める圧力をかけた。その結果、1977年に釈放された。

### 追放とパラグアイへの帰還
マルティン・アルマダは3人の子供と母親と共に国を離れた。彼はパナマに住んだ後、フランスに定住し、ユネスコに参加した。彼は自身の拘留について「Paraguay, la cárcel olvidada: el país exiliado」という本に記述している。1992年に民主主義体制が確立された後、彼はパラグアイに帰国した。同年12月、彼はアスンシオン郊外のランバレの廃墟となった建物で政治警察の5トンの秘密文書を発見した。これらの文書はコンドル作戦の存在を明らかにし、「恐怖のアーカイブ」と呼ばれる。1993年、アルマダは国家人権委員会を設立した。
1997年、マルティン・アルマダはアルゼンチンの団体五月広場の祖母たちから表彰され、2002年にはライト・ライブリフッド賞（別名ノーベル賞代替賞）を受賞した。彼は2009年3月4日に活動を開始したパレスチナに関するラッセル裁判所の後援委員会のメンバーである。
2020年、8年間の調査の後、フランスのジャーナリストパブロ・ダニエル・マゲは、映画監督コスタ・ガヴラスによる序文が付いた『オペレーション・コンドル、ラテンアメリカの恐怖に直面する男』をパリのサン＝シモン出版社から出版した
。マゲの本の出版後、2021年12月6日にマルティン・アルマダはフランス共和国大統領エマニュエル・マクロンによってレジオンドヌール勲章を授与された。